# Austria en los Juegos Paralímpicos de París 2024
Austria estuvo representada en los Juegos Paralímpicos de París 2024 por un total de 23 deportistas, 17 hombres y seis mujeres.

## Medallistas
El equipo paralímpico austríaco obtuvo las siguientes medallas:
| Nombre             | Deporte          | Evento                    |
| ------------------ | ---------------- | ------------------------- |
| Oro                |                  |                           |
| —                  |                  |                           |
| Plata              |                  |                           |
| Thomas Frühwirth   | Ciclismo en ruta | Ruta H4 masculino         |
| Thomas Frühwirth   | Ciclismo en ruta | Contrarreloj H4 masculino |
| Florian Brungraber | Triatlón         | PTWC masculino            |
| Bronce             |                  |                           |
| Natalija Eder      | Atletismo        | Jabalina F13 femenino     |